# Felsőszölnök
Felsőszölnök là một thị trấn thuộc hạt Vas, Hungary. Thị trấn này có diện tích 23,56 km², dân số năm 2010 là 570 người, mật độ 24 người/km².